# کاسیس
کاسیس (به فرانسوی: Cassis) یک کمون (فرانسه) در فرانسه است که در canton of Aubagne-Est واقع شده‌است. کاسیس ۲۶٫۸۶ کیلومتر مربع مساحت دارد.

## خواهرخوانده
شهر برنهام آن سی خواهرخواندهٔ کاسیس هست.